# Phyllanthus sublanatus
Phyllanthus sublanatus är en emblikaväxtart som beskrevs av Heinrich Christian Friedrich Schumacher och Peter Thonning. Phyllanthus sublanatus ingår i släktet Phyllanthus och familjen emblikaväxter. Inga underarter finns listade i Catalogue of Life.